# Ранг във ветроходния военноморски флот

## Ранг във ветроходния флот
Ранг  (от на английски: rank – ранг, разряд, степен) е разряд, клас на ветроходен боен кораб.
Определян е в зависимост от страната и епохата, на основа на неговите размери: неговата водоизместимост, дължина и ширина, или неговата съвкупна бойна мощ (носеното от него въоръжение), или численост на екипажа. В английския флот 17 век−19 век за военните кораби се употребява и термина на английски: rate, близък по смисъл до rank и определяем по номиналния брой на оръдията. Ранга в неговия класически вид се определя както като боеспособност на кораба, така и като изискванията за неговото снабдяване и окомплектоване.
Системата за деление на военните кораби на рангове започва сравнително късно – в началото на 17 век. Това се обяснява с това, че необходимостта от ранжиране (т.е. разделението на рангове) на военните кораби преди това няма – държавните, регулярни флотове са малки, а често такива изобщо няма. Както и армиите, те се събират по средневековният принцип на васалното опълчение: в случай на война всеки васал на краля (а в републиките, например генуезката, всеки род) са задължени да предоставят и да снабдят определен брой кораби. Събраният на такъв принцип флот е доста разностранен – делил се на отряди по землячество, и недълговечен – често само за една кампания.
Останките на този принцип съществуват до средата на 17 век. Например, те са ясно проследими и при двете страни от Армадата: испанския флот има андалузска, баскска, галисийска, кастилска, неаполитанска, португалска ескадри, и други по-малки. Английският се състои както от кралски кораби, така и от отряди на „частни“ капитани: Дрейк, Хокинс и др., събрани от тях и верни лично на тях. 60 години по-късно, същите признаци се наблюдават при двете страни на Англо-Холандските войни. За пример – Дувърското сражение.
Необходимостта от класификацията на корабите по единен принцип се появява с ръста на регулярния флота, и тече паралелно на централизацията на държавната власт като цяло. През 17 век това означава преди всичко кралската власт. Не е странно, че възникнването на стройна система в Англия се отнася към 1677 г. – епохата на реставрацията на Стюартите. По същата тази причина Франция, макар и да въвежда ранговете по-късно, копира Англия, но има по-голямо еднообразие в класификацията при Колбер.

## Ранг като флотско военно звание
Както корабите, така и ранга на флотските офицери се явява пряко следствие от ръста на кадрите в регулярния флот, и държавните служители въобще. Класификация в званията е необходима за установяване на съподчинеността, така и за определяне размера на заплатите. Характерно е, че в това си значение думата на английски: rank е еквивалентна на думата „звание“.
Освен това така започват и опитите за унифициране на званията във всички служби – армия, флот и граждански власти. Най-успешно с унификацията се справят страните, където не само централизацията е силна, но и няма големи традиции, които пречат на реформите. Пример за това е Табела за ранговете в Русия.
Има (и продължават и до днес) опити за се направи съответствие на ранга на офицера и ранга на доверения му за командване кораб. Но строго съответствие на практика няма в нито една страна.

## Ранговата система през 17 век

### Английски флот
Първите писмени свидетелства класификация в кралския флот се отнасят към 1604 г. Около 1610 г. за ранговете вместо словосъчетания започват да се употребяват номера.
През 1677 г. секретаря на Адмиралтейството Самюъл Пийпс, предлага „единна, пълна и неизменна“ класификация по рангове, която полага началото на система, използвана до 1817 г.

### Френски флот
Франция, въвеждайки при себе си системата на ранговете, се старае да се придържа към по-строги правила и да ограничива разнообразието в типовете кораби. За това способства напълно централизираното ръководство на флота.
В употреба е обозначаване на корабите не толкова по ранг, колкото по броя на батарейните палуби или оръдията: на френски: Vaisseau de 3 ponts; vaisseau de 90 canons. Обозначения от типа на френски: Vaisseau de 1er rang се срещат по-рядко.
Френския флот от онова време на равни начала съперничи с английския, а индивидуално при френските кораби има тенденция да бъдат по-големи и по-мощни от съответстващите им английски. Характерен за флота е 70 оръдейният двудечен кораб, докато в Англия болшинството е съставено от 64 оръдейни.

### Холандски флот
Холандците през 17 век построяват многочислен и силен флот, включително и такива кораби, като тридечния 80 оръдеен De Zeven Provincien. Но флота на републиката страда от недостатъчно единна организация, и като следствие, единна система на ранговете.
По същество, това не е един, а пет съединени флота, построени в различните провинции от няколко адмиралтейства. Освен това техният състав и снабдяване се управлява по парламентарен начин – с дебати, с неизбежното забавяне и фракционни борби. В резултат на това единствения способ за класификация на корабите – по броя оръдия – допуска значителни колебания в конструкцията, размерите, екипажите и бойните качества въобще.
Основата на линията на баталията е съставена от кораби с 50 – 66 оръдия, сред които има значителни разлики. Флагманите обикновено имат по 80 оръдия, и достигат до 106, но сведенията за тях често се различават.

## Развитие на ранговата система през 18 век

### Английска рангова класификация (край на 17 до 19 век)[2]
(Според броя оръдия)
| Ранг     | Тип                     | 1685 г.  | 1697 г.  | 1714 г. | 1721 г. | 1760 г. | 1782 г. | 1801 г.   |
| -------- | ----------------------- | -------- | -------- | ------- | ------- | ------- | ------- | --------- |
| 1 ранг   | Линеен кораб (ветроход) | 90 – 100 | 94 – 100 | 100     | 100     | 100     | 100     | 100 – 120 |
| 2 ранг   | Линеен кораб            | 64 – 90  | 90 – 96  | 90      | 90      | 90      | 90 – 98 | 84 – 98   |
| 3 ранг   | Линеен кораб            | 56 – 70  | 64 – 80  | 70 – 80 | 70 – 80 | 64 – 80 | 64 – 80 | 64 – 82   |
| 4 ранг   | Линеен кораб            | 38 – 62  | 44 – 64  | 50 – 60 | 50 – 60 | 50 – 60 | 50 – 62 | 50 – 60   |
| 5 ранг   | Фрегата                 | 28 – 38  | 26 – 44  | 30 – 40 | 30 – 40 | 30 – 44 | 30 – 44 | 30 – 44   |
| 6 ранг   | Фрегата, „post-ship“    | 4 – 18   | 10 – 24  | 10 – 20 | 20 – 24 | 20 – 30 | 20 – 28 | 20 – 28   |
| Без ранг | Шлюп, бриг, шхуна и др. |          |          | 4 – 24  | 4 – 24  | 4 – 24  | 4 – 24  | 4 – 24    |

### Френски флот
В хода на Седемгодишната война, в битките на 1759 г. флота, създаден при Колбер е практически унищожен. Програмата за спешно строителство от края на 1760-те върви по вече установените норми: определен е броя на корабите от всеки ранг. Предпочтение, както и преди, получават големите двудечни кораби:
| Общо оръдия | Батарейни палуби | Гъндек (брой оръдия × калибър, във фунтове) | Мидълдек | Опердек | Бак/ шканци | Типичен представител                   | Брой кораби |
| ----------- | ---------------- | ------------------------------------------- | -------- | ------- | ----------- | -------------------------------------- | ----------- |
| 110         | 3                | 30 × 36                                     | 32 × 24  | 32 × 12 | 16 × 8      | Bretagne                               | 1           |
| 90          | 3                | 30 × 36                                     | 32 × 24  | 28 × 12 |             | Ville de Paris (до преустройството му) | 1           |
| 80          | 2                | 30 × 36                                     | 32 × 24  |         | 18 × 8      | Languedoc, Couronne                    | 3           |
| 80          | 2                | 30 × 36                                     | 32 × 18  |         | 18 × 8      | Duc de Bourgogne                       | 2           |
| 74          | 2                | 28 × 36                                     | 30 × 18  |         | 16 × 8      | стандартен                             | 26          |
| 64          | 2                | 26 × 24                                     | 28 × 12  |         | 10 × 8      | стандартен                             | 20          |
| 50          | 2                | 24 × 18                                     | 26 × 12  |         |             | стандартен                             | 6           |

По-голямата част на 18 век Франция не държи на тридечните, и типичния френски кораб е големият двудеков, преди всичко 80 оръдеен. Такъв е и флагмана на д’Естен Languedoc, с толкова внушителни размери, че много от съвременниците му го смятат за 90 оръдеен.
Планираната след 1775 г. обширна програма не се осъществява, и едва 11 линейни кораба (от тях девет 64 оръдейни) попълват флота до влизането на Франция в Американската революционна война.

### Холандски флот
От времената на своя зенит в предходното столетие, холандският флот се съкращава до определено второкласен, отразявайки по този начин и упадъка на самата Холандия. Неговият сумарен тонаж през 1780 г. съставлява 70 000 тона, срещу 196 000 t на испанския, 271 000 t на френския и 372 000 t на английския флотове.
Още по-лошо, той вече не е линеен в пълния смисъл на думата, имайки само 3 кораба, способни да се сражават в линия против първокласен противник. Даже няма никакви кораби, еквивалентни на 1 − 2 ранг. Типичен е малкият 64 оръдеен, който даже в сравнение с номинално равните нему кораби на другите флотове, има минимални размери.
Препратките към характерните за Холандия малки дълбочини, уж изискващи по-малко газене, не издържат на критиките: още през 17 век тя строи тредечни кораби, на равно съперничащи си с всеки.
| Общо оръдия | Батарейни палуби | Гъндек (брой оръдия × калибър, във фунтове) | Мидълдек | Опердек | Бак/ шканци | Брой кораби |
| ----------- | ---------------- | ------------------------------------------- | -------- | ------- | ----------- | ----------- |
| 74          | 2                | 28 × 36                                     | 30 × 24  |         | 16 × 8      | 1           |
| 72          | 2                | 28 × 24                                     | 30 × 24  |         | 14 × 8      | 2           |
| 68          | 2                | 28 × 24                                     | 28 × 24  |         | 12 × 6      | 4           |
| 60/64       | 2                | 26/28 × 24(18)                              | 28 × 12  |         | 8 × 6       | 5           |
| 52          | 2                | 24 × 18                                     | 22 × 12  |         | 6 × 6       | 14          |
| 44          | 2                | 20 × 18                                     | 22 × 12  |         | 2 × 6       | 6           |
| 40          | 1                | 24 × 18                                     |          |         | 16 × 6      | 1           |
| 36          | 1                | 22/24 × 12                                  |          |         | 12/14 × 6   | 15          |
| 20/24       | 1                | 12/14 × 12                                  |          |         | 6/8 × 6     | 18          |

Както е видно от таблицата, само единственият 74 оръдеен кораб носи 36 фунтови оръдия на долната си батарея. Останалите се ограничиват до 24 фунтови, а някои имат само 18 фунтови. По същество холандският флот се превръща в сила, годна за защита на търговията, но не за борба с флота на противника.
В периода на Батавската република, т.е. фактическата загуба на независимост, Наполеон използв холандските корабостроителници и техните запаси за строителството на големи линейни кораби, включително и 110 оръдейни. Но те вече попълват френският флот.

### Испански флот
Испанският флот през 18 век има повече от всички останали тридекови кораби (112 оръдейни), макара да е едва на трето място в света по големина.
А най-знаменит е уникалният Santisima Trinidad, станал след поставянето на шкафута на допълнителни 8 фунтови оръдия номинално 4 дечен 128 оръдеен кораб. Но при това той изостава, по размери и особено по тегло на бордовия залп, на построените по-късно френски тридечни кораби, начело с Commerce de Marseille.
Реалният брой на поставените оръдия, за разлика от регламентния номинален, се променя в зависимост от наличните ресурси към момента на въоръжаването. Остарялата бюрократична система постоянно изпитва трудности със снабдяването и комплектацията на флота.
| Общо оръдия | Батарейни палуби | Гъндек (калибър оръдия, фунта) | Мидълдек | Опердек | Бак/ шканци | Типичен кораб                           | Брой кораби |
| ----------- | ---------------- | ------------------------------ | -------- | ------- | ----------- | --------------------------------------- | ----------- |
| 120         | 3                | 36                             | 26       | 18      | 8           | Santisima Trinidad (до преустройството) | 1           |
| 112         | 3                | 36                             | 26       | 12      | 8           | Purisíma Concepcion                     | 3−4         |
| 94          | 3                | 36                             | 18       | 8       |             | Gibraltar                               | 3           |
| 76/80       | 2                | 36                             |          | 18      | 8           | Fenix (San Alejandro)                   | 7           |
| 70/78       | 2                | 26                             | 18       |         | 8           | стандартен                              | 34          |
| 58/68       | 2                | 26                             | 12       |         | 8 или 6     | стандартен                              | 11          |
| 50          | 2                | 18                             | 8        |         | 6           | стандартен                              | 2           |
| 40          | 1                | 12                             |          |         | 6           | Hermione                                | 1           |
| 34          | 1                | 12/8                           |          |         | 6           | -                                       | 21          |
| 20/24       | 1                | 8/9                            |          |         |             | -                                       | 12          |

Испанският флот, едновременно с борбата за господството по море (винаги в ролята на догонващ), има и още една, едва ли не по-важна задача – защитата на „сребърните флотове“ от Новият свят. Освен това в Средиземно море се запазват немалко шебеки, фелуки, и оцелелите галери.
Общи характеристики на испанските кораби са недовъоръженост, големи размери и здрав корпус добра постройка. По съотношение калибър на оръдията / водоизместимост те изостават от подобните им кораби на другите страни. Болшинството двудечни носят на гъндека 26 фунтови оръдия. Някои от фрегатите са въръжени само с 9 фунтови оръдия.
Едновременно с това испанските корабостроителници (в колониите) се славят с това, че не жалят за корабите им най-добрите породи тропични дървета, и в резултат на това те са много дълговечни и здрави. За най-добър е смятан арсенала в Хавана.